# Gongylanthus indicus
Gongylanthus indicus là một loài rêu trong họ Arnelliaceae. Loài này được S.C. Srivast. & P.K. Verma mô tả khoa học đầu tiên năm 2005.